# Stuwmeer van Guadalest
Het stuwmeer van Guadalest is een stuwmeer bij het plaatsje El Castell de Guadalest in de Spaanse provincie Alicante. Het stuwmeer heeft een capaciteit van 12,99 hm³ (12,99 miljoen kubieke meter) en een wateroppervlakte van maximaal 86 ha. Het ontvangt zijn water voornamelijk uit de rivier Guadalest, die stroomafwaarts van het stuwmeer samenvloeit met de rivier Algar. De betonnen dam is 94 meter hoog en 236 meter lang met een overlaatcapaciteit van maximaal 400 m³/s (kubieke meter per seconde). Het water wordt gebruikt voor drinkwatervoorziening en agrarische doeleinden in en rond Alfaz del Pi, Altea, Benidorm, Finestrat, Polop, La Nucîa en Villajoyosa.
De aanleg van de dam en het stuwmeer vonden plaats tussen 1953 and 1963. Na een periode van droogte was het stuwmeer in 2016 nog maar voor circa 15 procent gevuld. Door de vele neerslag in de winter van 2016/2017 werd dat volledig hersteld en ontstond de situatie dat men zelfs water moest doorlaten omdat de maximale capaciteit was bereikt. Volgens de regels van de Confederación Hidrografica del Jucar (CHJ), die verantwoordelijk is voor het beheer van de stuwmeren, rivieren en stroompjes in dit gebied, mag het stuwmeer in oktober van elk jaar als voorzorg voor de verwachte regenperiode niet meer dan 9 miljoen kubieke meter bevatten, waardoor verdere doorlaat noodzakelijk kan zijn. Vanwege de droogteperiodes roept deze 'waterverspilling' veel protest op, alsmede de vraag om de berging van water in het gebied uit te breiden.
In het verleden werden er rondvaarten georganiseerd op het stuwmeer met een op zonne-energie aangedreven boot met een capaciteit van 60 personen.

## Afbeeldingen

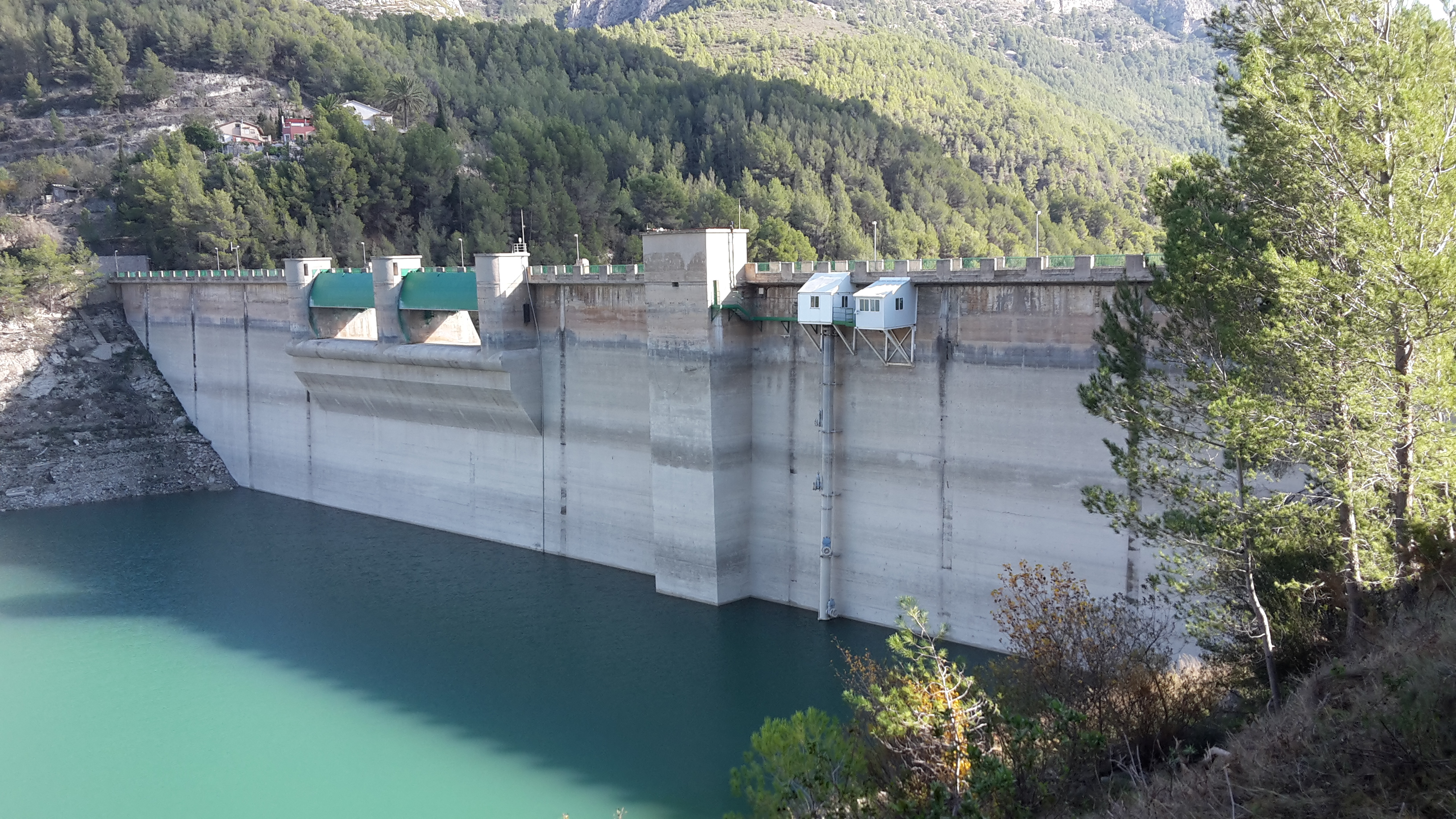
Stuwdam van Guadalest bij lage waterstand
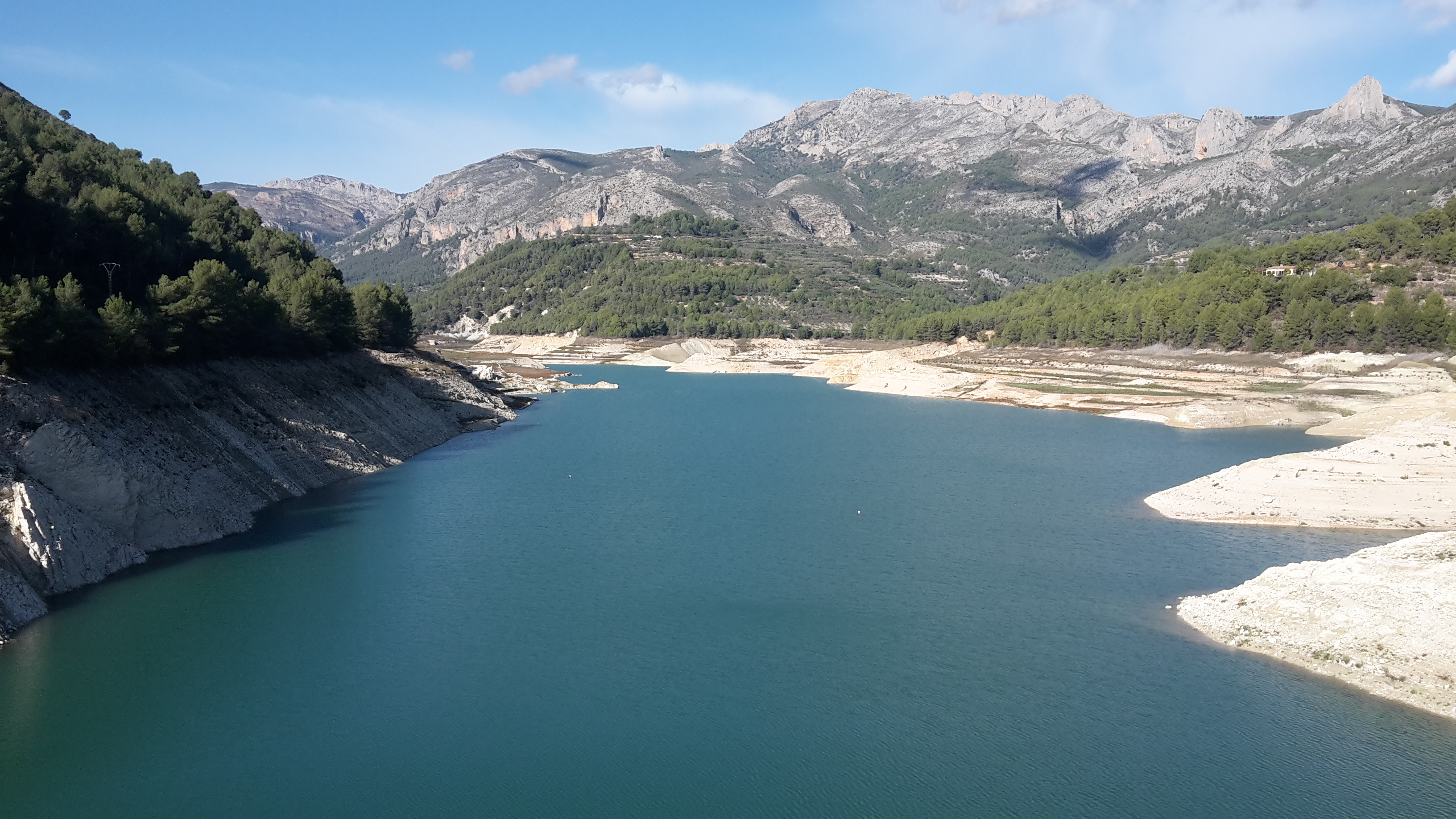
Stuwmeer van Guadalest bij lage waterstand